# Winspeare
Winspeare was een familie in Napels die afstamde van Engelse katholieke immigrant David Winspeare. De familie stelde zich in dienst van de heersers van het koninkrijk Napels - de Bourbons, de Napoleontische vorsten, opnieuw de Bourbons - alsook van de koningen van Italië, na de eenmaking.

## Engelse oorsprong
De familie Winspeare werkte in de haven van Whitby in Noordoost-Engeland en dit sinds het einde van de 16e eeuw. Zij waren actief in de scheepvaart en de handel in Whitby. Zoals nog andere families ten noorden van York weigerden zij zich te bekeren tot het anglicanisme zoals opgelegd door koningin Elisabeth I. De familie Winspear had de status van recusanten, wat in de loop van de tijd een tweede rangstatus werd. Na de onthoofding van de katholiek-tolerante Karel I van Engeland en het uitbreken van de Engelse burgeroorlog, besloot David Winspeare te emigreren. Hij koos voor het katholieke koninkrijk Napels.

## Enkele familieleden
- David Winspeare (Londen, 1704 – Napels, 1764), de stamvader in Napels.
- Antonio Winspeare (Livorno, 1739 – Napels, 1820), zoon van vorige en van Anna de Ferrari. Hij was militair ingenieur en militair gouverneur van Catanzaro en Salerno. In 1799 benoemde koning Ferdinand IV van Napels hem tot generaal. Na de Restauratie van de Bourbons (1815) bleef hij in hun dienst.
- Davide Winspeare (Napels, 1775 – Napels, 1846). Hij was jurist en filosoof. In tegenstelling tot zijn vader stelde hij zich in dienst van koning Jozef Bonaparte en Joachim Murat, de twee Napoleontische koningen van Napels. Hij schafte de feodale wetgeving af in het koninkrijk Napels. Hij was procureur-generaal van Napels. Hij kreeg van keizer Napoleon Bonaparte de titel van baron van de Empireadel (1814). Na verbanning uit Napels verzoende hij zich met koning Ferdinand I van Bourbon. Hij mocht zijn titel van baron behouden en werd zijn juridisch adviseur.
- Francesco Antonio Winspeare (Portici, 1783 – Napels, 1870). Hij was generaal in het leger van de Bourbons en later minister van Oorlog van Italië.
- Davide Winspeare (Napels, 1826 – Cannes, 1905). Hij was majoor in het leger van de Bourbons en vocht in de slag bij Gaeta (1860). Met het verlies van de Bourbons in Gaeta verdween het koninkrijk der Beide Siciliën. Davide Winspeare ging in ballingschap naar Rusland, waar hij generaal werd in het leger van de tsaren.
- Antonio Winspeare (Sulmona, 1818 – Wenen, 1873). Hij was adviseur van de laatste Bourbonkoning Ferdinand II. Hij was aanwezig bij de slag bij Gaeta.
- Roberto Winspeare (Napels, 1832 – Chieti, 1940). Hij was luitenant in de cavalerie van de Bourbons. Hij vocht in de slag bij Gaeta.
- Antonio Winspeare (Napels, 1822 – Depressa, 1918) was prefect van Lecce in het koninkrijk Italië en burgemeester van Napels (1875-1876). Door zijn huwelijk met Emanuele Gallone, hertogin van Salve, werd hij grootgrondbezitter in Capo di Leuca en in Depressa.
- Antonio Winspeare (Napels, 1840 – Firenze, 1913). Hij was prefect van Forli (1881), Caserta (1884), Modena (1885), Alessandria (1890), Palermo (1890), Turijn (1891), Milaan (1892), Venetië (1898) en Firenze (1907).

In 1943 besliste koning Victor Emanuel III dat de kinderen van Antonio Winspeare aan hun achternaam Guiccardi mochten toevoegen. Hiermee werd vermeden dat de zijtak Guiccardi uitstierf en dat de familie niet louter een Engelse familienaam droeg tijdens de Tweede Wereldoorlog.
- Vittorio Winspeare Guicciardi (Catanië, 1912 – Genève, 1995) was vice-secretaris-generaal van de Verenigde Naties ten tijde van Kurt Waldheim.